# Darzamat
Darzamat — польский музыкальный коллектив из города Катовице. По мнению критиков, творчество группы сочетает различные стили экстремальной музыки и в основном характеризуется как симфонический блэк-метал, дарк-метал и дэт-метал, кроме того присутствуют элементы пэган-метал и готик-метал. Участники также используют нестандартную комбинацию мужского и женского вокала: традиционный для блэк-метал скриминг лидера группы сочетается с глубоким голосом вокалистки, а также её агрессивной манерой пения.
Группу сформировали участники блэк-метал коллектива Mastiphal — Рафал «Flauros» Горал и Шимон Струшек в 1995 году. Название Darzamat было взято из славянской мифологии. За время своего существования группа записала пять полноформатных студийных альбомов, один мини-альбом и один видео альбом в формате DVD. Некоторые записи группы положительно воспринимаются музыкальными критиками. Коллектив выступал на множестве музыкальных фестивалей, в том числе и достаточно крупных.

## Этимология названия
Название коллектива происходит от имени одного из божеств «матушек» латышской мифологии — «Матушки сада» (латыш. Dārza māte).
Композиция «Secret Garden» с дебютного альбома группы посвящена именно ей.
Вокалистка Агнешка «Nera» Горецка на вопрос о происхождении названия ответила следующее:

Название коллектива происходит из латышской мифологии и означает имя богини сада, которое мне действительно нравится, поскольку оно кажется мне очень «естественным», близким к природе и язычеству.
Оригинальный текст (англ.)The name comes from Latvian mythology and it denotes garden goddess ("darzs" - "garden", "mate" - "mother"), which I really like as it seems to me very "organic", close to the nature and paganism.
— Агнешка «Nera» Горецка
Слово «Darzámat» произносится с ударением на второй слог. Это соответствует фонетике польского языка, хотя слово и представляет собой составное, производное и заимствованное из латышского. Следует отметить, что иногда, в частности, на английском языке, название коллектива ошибочно произносится с ударением на первый слог.

## Концепция творчества

### Вдохновение
Flauros, лидер и вокалист группы, не считает, что участники группы должны «ограничивать себя», и положительно относится к стилистическим экспериментам. Среди интересных ему коллективов он выделил Satyricon, Morbid Angel, Cynic, Green Carnation и Antimatter. Вокалистка Nera отметила, что слушает музыку разных стилей, включая метал, эмбиент, джаз и классику. Она также отметила среди вдохновляющих её исполнителей Emperor, Satyricon, Peccatum, Ulver, Opeth, Pink Floyd и Лешека Можджера (пол. Leszek Możdżer).

### Вокал
Вокальные линии вокалисты всегда писали для себя сами. Flauros способен петь тенором и использует самые разные типы вокала. Однако, как правило, он применяет разновидности скриминга и гроулинга, и в целом является типичным блэк-метал вокалистом. На первый взгляд может показаться, что дуэт вокалистов Darzamat является популярной в готик-метале парой «красавица и чудовище». Но, в отличие от стандартного в таких случаях оперного сопрано вокалистки, Nera владеет тембром голоса близким к контральто. Она способна петь певческими методами и колоратурно, при этом используя не только классический подход к данным школам, но и эмоциональные приёмы, включающие шёпот и стоны. Манера пения вокалистки столь же агрессивна и выразительна, как и вокал лидера.

### Лирика
Текст произведений пишут оба вокалиста. Flauros был единственным автором лирики с момента основания группы и до прихода Nera, проявившей себя в составе Darzamat впервые во время записи SemiDevilish. В написании текста для данного альбома также принимали участие лидер и основатель польского блэк-метал коллектива Christ Agony, Цезарий «Cezar» Аугустынович (пол. Cezary Augustynowicz), музыкант коллектива Дамиан «Daamr» Ковальски, а также некий Zaakh. Лидер Darzamat выражает в своем творчестве «мужскую» агрессию и ненависть. Nera в свою очередь пишет о том же с противоположной точки зрения и старается при этом излагать эмоции с присущими женщинам сексуальностью и чувственностью. Вокалистка иногда создает особый дизайн интерьера в местах, где она работает или просто проводит время. По словам лидера группы, это помогает ей сосредоточится и положительно влияет на процесс сочинения. Этническая составляющая произведений в женском вокале подходит к тематике текста.
Лирика произведений с дебютного альбома коллектива In the Flames of Black Art, как и текст с EP In the Opium of Black Veil, связана с мифологией, мистикой, а также вымыслами. То же касается и Oniriad. Анти-религиозными настроениями и темами, связанными с оккультизмом, свойственными традиционному блэк-метал, тематика наполнилась лишь с приходом Nera, на альбоме SemiDevilish. Transkarpatia была дополнена мотивами, связанными с эпохой святой инквизиции и проблематикой перехода западных славян от язычества к христианству, привнеся в лирику элементы пэган-метала. На Solfernus’ Path идея несколько усложнилась, связав композиции единой концепцией. Текст записи, как и сам сюжет, послуживший основой, тяготеют к вымыслам.

### Музыка
Автором всей музыки на дебютной записи коллектива In the Flames of Black Art был сооснователь группы Шимон Струшек. Довольна большая часть материала была синтезирована. Позже, на EP In the Opium of Black Veil ему помогал гитарист и басист Daamr, а также ударник Кристиан «Bomba» Битом.
На Oniriad музыку писали Шимон, гитарист и басист Кшиштоф «Chris» Михалак, а также некий Бартломей Кравчик (пол. Bartłomiej Krawczyk). Во время записи SemiDevilish авторами музыки с первой по десятую дорожку включительно были Daamr и Chris, последнюю же написал Cymeris — музыкант того самого Mastiphal. Chris вместе с клавишником Патриком «Spectre» Кумором писали музыку для двух последующих записей коллектива — Transkarpatia и Solfernus’ Path. Практически весь материал группы содержит сложную структуру композиций, непредсказуемые инструментальные фигуры и линии вокала, а также разного рода неоклассические пассажи.
Первая запись коллектива In the Flames of Black Art представляет собой стилистическую комбинацию на стыке традиционного блэк-метал и ещё не до конца сформировавшегося на то время его симфонического подстиля. Альбом, тем не менее, содержит и некоторые особенности, выделяющие его из общей массы выпусков жанра. Среди нетрадиционных элементов можно отметить эпизодический «чистый» мужской вокал. Последовавший за дебютным, альбом In the Opium of Black Veil стилистически от него почти не отличался. Однако стоит отметить, что, в отличие от предыдущей, по большей части синтезированной записи, данный мини-альбом звучит «естественнее» благодаря работе гитариста и ударника. Немного более выразительными стали клавишные инструменты. Oniriad, ставший компромиссом Flauros и Струшека, был принят критиками довольно неоднозначно. Общественность увидела в новом выпуске группы совершенно заурядный готик-метал. Кроме того, Flauros, будучи блэк-метал вокалистом, не совсем хорошо проявил себя на альбоме как исполнитель, который владеет классическим пением. Из-за этого вокальный материал вышел некачественным. После серьёзных изменений в составе и прихода новой вокалистки Nera в своем третьем полноформатном альбоме SemiDevilish коллектив возвращается к блэк-металу. На этот раз звучание дополнено несколько более тяжелыми вкраплениями дэт-метал. Вернулась и «темная» атмосфера. Начинают проявляться аранжировки народной музыки. Благодаря работе двух гитаристов-композиторов и дуэта вокалистов, которые писали текст, а также работе сторонних поэтов, материал весьма сложный, разнообразный и довольно качественный. Transkarpatia содержит более ярко выраженные элементами пэган-метал. Заспишь звучит более «атмосферно». Партии инструментов стали сложнее, а оркестровые вставки стали употребляться чаще. Материал Solfernus’ Path является технически усовершенствованной предыдущей полноформатной записью. Большая часть партий стали сложнее.

## История

### 1995—1999. Начало начал
Коллектив Darzamat был основан в 1995 году в Польше в городе Катовице участниками уже сформировавшегося на то время блэк-метал коллектива Mastiphal — вокалистом Flauros и мультиинструменталистом Шимоном. Идея создать новый проект зародилась у Шимона, и первоначально Darzamat задумывался как его сольный проект. Однако в итоге Шимон понял, что не обладает такими вокальными данными и умением писать тексты песен как Flauros, и пригласил своего коллегу к сотрудничеству в новой группе. Шимон сразу же взял себе псевдоним «Darzamath» для того, чтобы подчеркнуть свою «глубокую связь» с творчеством группы. Flauros был и остается приверженцем консервативного взгляда на экстремальную музыку. Darzamath же всегда был сторонником более «мягкой» и меланхоличной музыки, а также современных способов обработки материала. Творчество новой группы должно было стать чем-то средним между традиционным блэк-металом и современной симфонической музыкой с элементами специальных звуковых эффектов и разного рода дополнений. В 1996 году к группе присоединилась вокалистка Катажина «Kate» Банашак.
Дебютный альбом In the Flames of Black Art был самостоятельно записан в польской студии Cyber и выпущен в сотрудничестве с польским лейблом Faithless в 1997 году. У группы вскоре появляется достаточное количество поклонников и на них обращает внимание пресса. Критики оценили альбом, как «воплощение оригинальности». Несмотря на несколько предложений подписать контракт за границей, группа всё равно решает сотрудничать с тем же польским лейблом. Летом к группе присоединяются ударник и гитарист группы Dragon — Bomba и Daamr, а Darzamath в том же году меняет псевдоним на Simon.
В 1999 году группа отправляется в студию Cyber и совместно с Faithless самостоятельно записывает первый EP In the Opium of Black Veil. После выпуска мини-альбома подписывает контракт с итальянскими Avantgarde и уходит на долгосрочный отдых в связи с решением Simon создать свою студию. Новое «детище» было решено наречь Post Street.

### 2001—2003. Война взглядов
В 2001 году в новой студии коллектив приступает к записи материала для следующего альбома. Работа ведётся в «плохой атмосфере». Случаются периодические ссоры, будущий альбом становится причиной раздора основателей группы — Flauros и Simon. Из группы уходит гитарист Daamr и его заменяет Chris. Также ушёл ударник Bomba и его место занял Павеу «Paul» Худжицки.
В 2002 году два первых альбома группы были переизданы лейблом Metal Mind с обложками, заметно отличающимися от оригиналов. Кроме того, новая версия In the Flames of Black Art содержала дополнительную дорожку, представляющую собой композицию «Storm» в новой обработке, а на In the Opium of Black Veil была представлена переработанная «Ancient Philosophy». Сразу после записи материала, не дожидаясь выхода альбома, Kate ушла из коллектива по личным причинам.
В 2003-м при поддержке Avantgarde группа выпускает свой второй полноформатный альбом Oniriad. На композицию «When the Dreams Died» был снят видеоклип. Альбом стал «продуктом не совсем органичного симбиоза» нескольких музыкальных стилей. Flauros ожидал вовсе не этого и остался недоволен своим же альбомом. По его словам, он предлагал слишком много компромиссов во время записи. В итоге Flauros «ставит ультиматум» и вынуждает Simon покинуть группу. Ответственным за вставки и клавишные инструменты становится Spectre. Daamr возвращается и вместе с Chris они приступают к записи нового материала. Все участники коллектива считают, что группе требуется женский вокал чтобы «заполнить образовавшуюся нишу». Вскоре к ним присоединяется Nera, ранее выступавшая в MidnightDate. Новая вокалистка активно влилась в жизнь Darzamat, помогая в поиске музыкантов в новый состав. В том же 2003 году в группу приходит барабанщик Томаш «Golem» Данчак.

### 2003—2005. Возрождение забытого
В том же 2003 году фундаментально обновлённый состав коллектива начал работу над новым альбомом. На этот раз работа шла проще. У музыкантов уже были идеи и некоторые записи, а новая вокалистка подходила к концепции творчества и «атмосфере» группы, которую она сама помогала создавать. Немаловажным фактором также можно считать и то, что теперь в коллективе не возникало серьёзных разногласий.
В 2004 году коллектив вместе с Faithless выпускает ограниченным тиражом сборник Seven Golden Fires, в состав которого вошли первый альбом группы In the Flames of Black Art и мини-альбом In the Opium of Black Veil. На данный момент альбом является своеобразной редкостью среди поклонников группы.
В том же году в сотрудничестве с польскими Metal Mind группа проводит запись нового, третьего по счету альбома SemiDevilish. На композиции «In Red Iris» и «Era Aggression» Дамиан Вольф (пол. Damian Wolff) снял видеоклипы.
Положительное отношение к записи критиков и слушателей приводит к многочисленным приглашениям на фестивали. Коллектив впервые выходит на сцену. В течение короткого промежутка времени группа выступила на довольно большом количестве площадок, в том числе и на «Brutal Assault». После выпуска альбома и проведения нескольких фестивалей гитарист и басист Daamr уходит из группы. Новым басистом становится Кшиштоф «Bacchus, Xycho» Куосек. С тех пор Chris стал единственным гитаристом коллектива. В 2005-м группа продолжила активную концертную деятельность.

### 2005—2007. Абсолютное качество
В марте 2005-го коллектив впервые посетил фестиваль «Metalmania». Шоу было не очень продолжительным, но именно данное выступление, по мнению лидера коллектива, «знаменовало выход Darzamat на большую сцену», поскольку фестиваль проводится в родном для коллектива и многих его участников городе.
Четвёртый альбом Darzamat получает название Transkarpatia. Для записи коллектив отправляется в польскую студию MAQ. Обработку материала было решено проводить в шведской студии Los Angered с целью повысить итоговое качество звучания. Продюсером альбома выступил Энди ЛаРок (англ. Andy LaRocque) — знаменитый гитарист King Diamond и бывший музыкант Death. Альбом был выпущен в начале декабря 2005-го при поддержке Metal Mind. На композицию «The Burning Times» Бениамин Швед (пол. Beniamin Szwed) был снят видеоклип.
Transkarpatia получает большое количество положительных отзывов, благодаря чему группа приглашается на европейские концерты и фестивали. Мачей «Darkside» Ковальски, известный сотрудничеством с Crionics и Goderak, становится ударником. В апреле 2007 года Darzamat отправляются вместе с Hate, Crionics and Sammath Naur в совместный тур «Rebel Angels» по Польше.

### 2007—2008. Большая сцена
Весной 2007 года группа снова дала концерт на «Metalmania», который на тот момент наиболее широко охватывал творчество группы. Специальным гостем выступления стал Роман Костржевски (пол. Roman Kostrzewski) из польского коллектива KAT, а вторым гитаристом был Daamr. Darzamat также выступили на «Winternachtstraum Festival», и оба выступления были записаны на видео. 30 июня того же года при поддержке Metal Mind коллектив выпустил запись этих концертов на DVD под названием Live Profanity (Visiting the Graves of Heretics). Это издание стало первым видео альбомом группы. Помимо концертов в него было включено интервью с участниками группы, в котором они поведали об истории группы и карьерах отдельных участников, видеоклипы и другие дополнительные материалы.
В том же году Bacchus и Darkside покинули коллектив. В 2008 году сессионным ударником становится Мариуш «Rogol» Преткевич, известный сотрудничеством с теми самыми KAT.

### 2008—Настоящее время. Новый подход
В 2008 году коллектив приступает к записи нового материала. У группы уже были идеи и «наброски» для концептуального альбома и в апреле 2009 года группа подписывает контракт с немецкими Massacre. 28 августа того же года коллектив выпускает свой пятый альбом под названием Solfernus’ Path. Запись была издана также на азиатском рынке при поддержке Spiritual Beast и включила небольшое дополнение в виде отчета из студии. Материал был записан в польских студиях HH Poland, MAQ и Red Room. Часть работы, тем не менее, была сделана вне границ Польши в шведских студиях Sonic Train и Black Lounge. За обработкой обратились к Йонасу Чьельгрену (швед. Jonas Kjellgren) — гитаристу Scar Symmetry.
На пластинке также в качестве гостей представлены Энди ЛаРок и Рой Майорга — ударник Stone Sour и бывший участник Soulfly.
В октябре группа подписала контракт с немецким концертным агентством «Go Down Believing» и в поддержку записи выступила на бельгийском «Metal Female Voices Festival». В июле в связи с тем, что второй день украинского фестиваля «Про Рок» был отменен, некоторые из приглашенных выступили практически бесплатно в клубе «Чеширский Кот» в Киеве. Среди них были Finntroll, Rotting Christ и Darzamat. 1 ноября группа выступила совместно с финнами из Korpiklaani в Мексике. После выпуска альбома и довольно длительных туров вокалистка коллектива Nera при поддержке нескольких других участников начала сольный проект NeraNature, а вокалист Flauros после более чем десятилетней паузы «вернул к жизни» проект Mastiphal. В 2009 году после записи Solfernus’ Path сессионным басистом становится Марек «Markus» Ткоч. На место ударника вернулся Darkside. В 2010 году коллектив вместе с Hate и несколькими другими группами участвовал в «Rebellion Tour». Ответственный за клавишные инструменты Spectre, а затем и Darkside ушли из коллектива в том же году.

## Дискография
| - In the Flames of Black Art (1997) - Oniriad (2003) - SemiDevilish (2004) - Transkarpatia (2005) - Solfernus’ Path (2009) - A Philosopher At The End Of The Universe (2020) - In the Opium of Black Veil (1999) - Seven Golden Fires (2004) | - Live Profanity (Visiting the Graves of Heretics) (2007) - «When the Dreams Died» — 3:06 (Oniriad, 2003) - «Era Aggression» — 4:03 (SemiDevilish, 2004) - «In Red Iris» — 4:34 (SemiDevilish, 2004) - «The Burning Times» — 4:40 (Transkarpatia, 2006) |

## Состав группы
|         |      |       |
| Flauros | Nera | Chris |

### Текущий состав
- Рафал «Flauros» Горал (пол. Rafał Góral) — вокал (1995—Настоящее время)
- Агнешка «Nera» Горецка (пол. Agnieszka Górecka) — вокал (2003—Настоящее время)
- Кшиштоф «Chris» Михалак (пол. Krzysztof Michalak) — гитара, бас-гитара, композитор, звукорежиссёр, сведение (2001—Настоящее время)

### Сессионные музыканты
- Марек «Markus» Ткоч (пол. Marek Tkocz) — бас-гитара (2009—Настоящее время)

### Бывшие участники
- Шимон «Darzamath, Simon» Струшек (пол. Szymon Strużek) — гитара, бас-гитара, клавишные, программирование (1995—2003)
- Катажина «Kate» Банашак (пол. Katarzyna Banaszak) — вокал (1996—2002)
- Дамиан «Daamr» Ковальски (пол. Damian Kowalski) — гитара, бас-гитара (1997—2001, 2003—2004, 2007-2008)
- Кристиан «Bomba» Битом (пол. Krystian Bytom) — ударные (1997—2001)
- Павеу «Paul» Худжицки (пол. Paweł Chudzicki) — ударные (2001—2003)
- Томаш «Golem» Данчак (пол. Tomasz Dańczak) — ударные (2003—2006)
- Патрик «Spectre» Кумур (пол. Patryk Kumór) — клавишные (2003—2010)
- Кшиштоф «Bacchus, Xycho» Куосек (пол. Krzysztof Kłosek) — бас-гитара (2004—2007)
- Мариуш «Rogol» Преткевич (пол. Mariusz Prętkiewicz) — ударные (2008—2009)
- Мачей «Darkside» Ковальски (пол. Maciej Kowalski) — ударные (2006—2007, 2009—2010)